# تمارا فيغا
تمارا فيغا (بالإسبانية: Tamara Vega) هي رياضية خماسي مكسيكية، ولدت في 15 مارس 1993.

## وصلات خارجية
- تمارا فيغا على موقع الاتحاد الدولي للخماسي الحديث (الإنجليزية)
- تمارا فيغا على موقع أوليمبيديا (الإنجليزية)